# Tetratheca hirsuta
Tetratheca hirsuta är en tvåhjärtbladig växtart som beskrevs av John Lindley. Tetratheca hirsuta ingår i släktet Tetratheca och familjen Elaeocarpaceae. Inga underarter finns listade i Catalogue of Life.